# Frank Henry (équitation)
Pour les articles homonymes, voir Frank Henry et Henry.
Frank Sherman Henry (15 décembre 1909 – 25 août 1989) est un cavalier américain. 
Diplômé de l'Académie militaire de West Point en 1933, il sert comme instructeur sur plusieurs bases militaires. Il est sélectionné pour les Jeux olympiques de 1940, mais ils sont annulés du fait de la guerre. Pendant celle-ci, il est affecté au département de la Défense des États-Unis.
Il participe aux Jeux olympiques d'été de 1948 et remporte la médaille d'or en concours complet par équipe, ainsi que la médaille d'argent en concours complet individuel et en dressage par équipe. Il est le seul cavalier américain à avoir remporté trois médailles lors des mêmes Jeux olympiques.
Il prend sa retraite avec le grade de général de brigade. 